# Eenvlaksmast

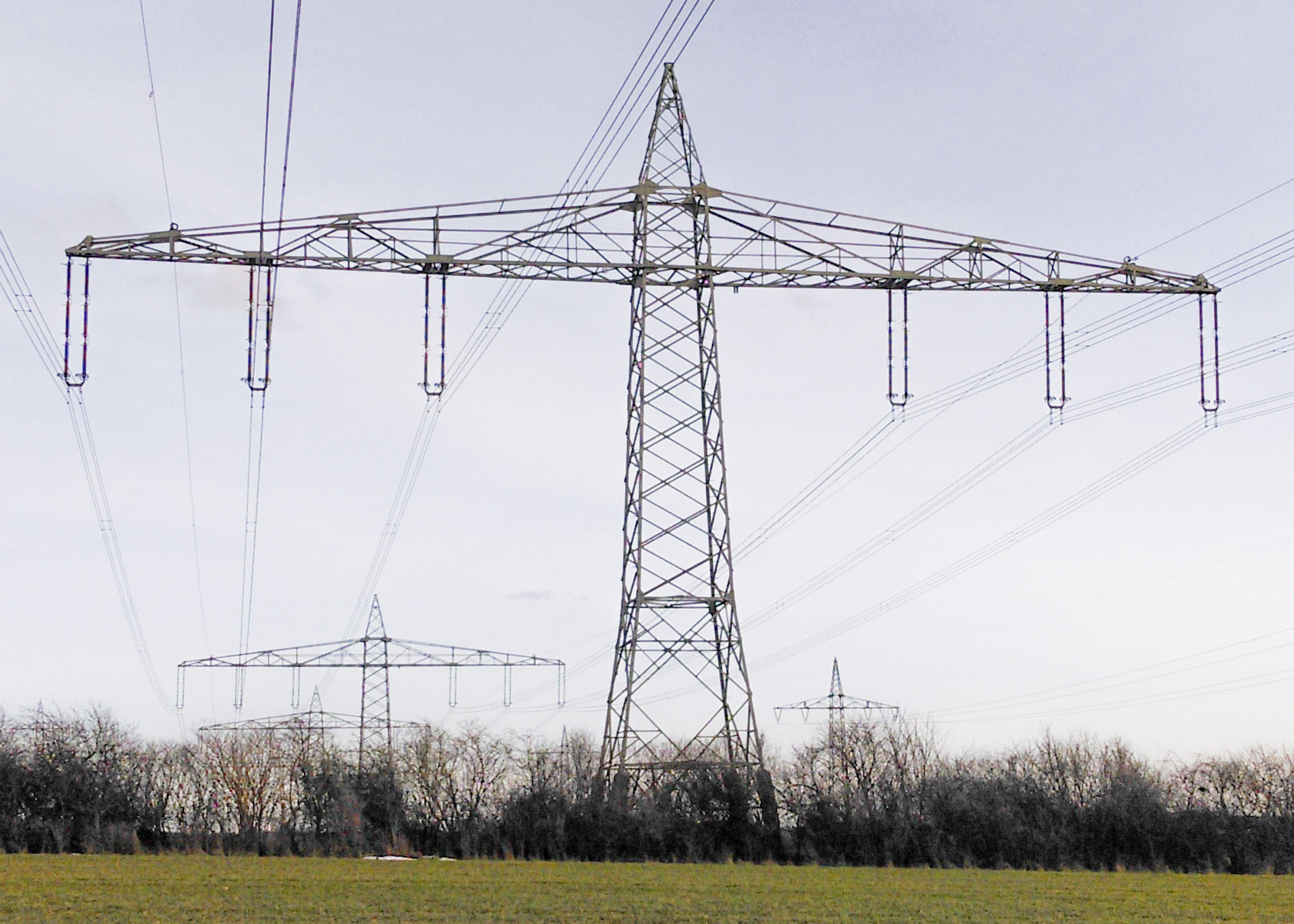
Eenvlaksmast: alle geleiders hangen op dezelfde hoogte.

Een eenvlaksmast, hamerkopmast, T-mast, vlakke mast of (in België) horizontaal geconfigureerde mast is een hoogspanningsmast met één pijler en één traverse. 
Dit type mast draagt alle drie de geleiders van elk circuit aan dezelfde traverse.
Dat wordt "eenvlaksconfiguratie", "vlakke configuratie" en "horizontaal geconfigureerd" genoemd.
Een eenvlaksmast draagt meestal twee circuits, aan elke arm een circuit. 
Deze masten lijken op de letter T.
Het is een laag en vrij breed model.
Er zijn niet veel variaties van.

## Verbreiding
In België wordt dit model niet veel toegepast, alleen bij onderdoorgeleidingen. 
In Duitsland komt dit type mast veel voor in voormalig West-Duitsland.
In Nederland zijn er enkele lijnen mee gebouwd, vooral op 110kV, met zes verschillende ontwerpen.
De meeste masten zijn vrij oud.
Een relatief nieuw ontwerp, de Maas-Waalmast, wordt gebruikt in 150kV-lijnen.
Deze masten zijn wat hoger dan de oudere types.
De 150kV-lijn Eindhoven-Eerde is in de jaren 1990 omgebouwd van tonmasten naar Maas-Waalmasten.
Deze mast kan in de nabijheid van vliegvelden worden gebruikt.

## Voor- en nadelen
- Laag, dus weinig opvallend; onder vogels vallen relatief weinig slachtoffers.
- De masten zijn laag, dus de geleiders hangen ook laag. De meeste ongelukken met machines die kortsluiting veroorzaken gebeuren bij lijnen met eenvlaksmasten.
- Breed, daardoor minder goed bestand tegen overbelasting door bijvoorbeeld ijzel.
- Relatief sterk magneetveld aan de grond
- Bliksemdraden (vaak afwezig) zijn minder effectief vanwege de breedte

## Foto's

Eenvlaksmasten
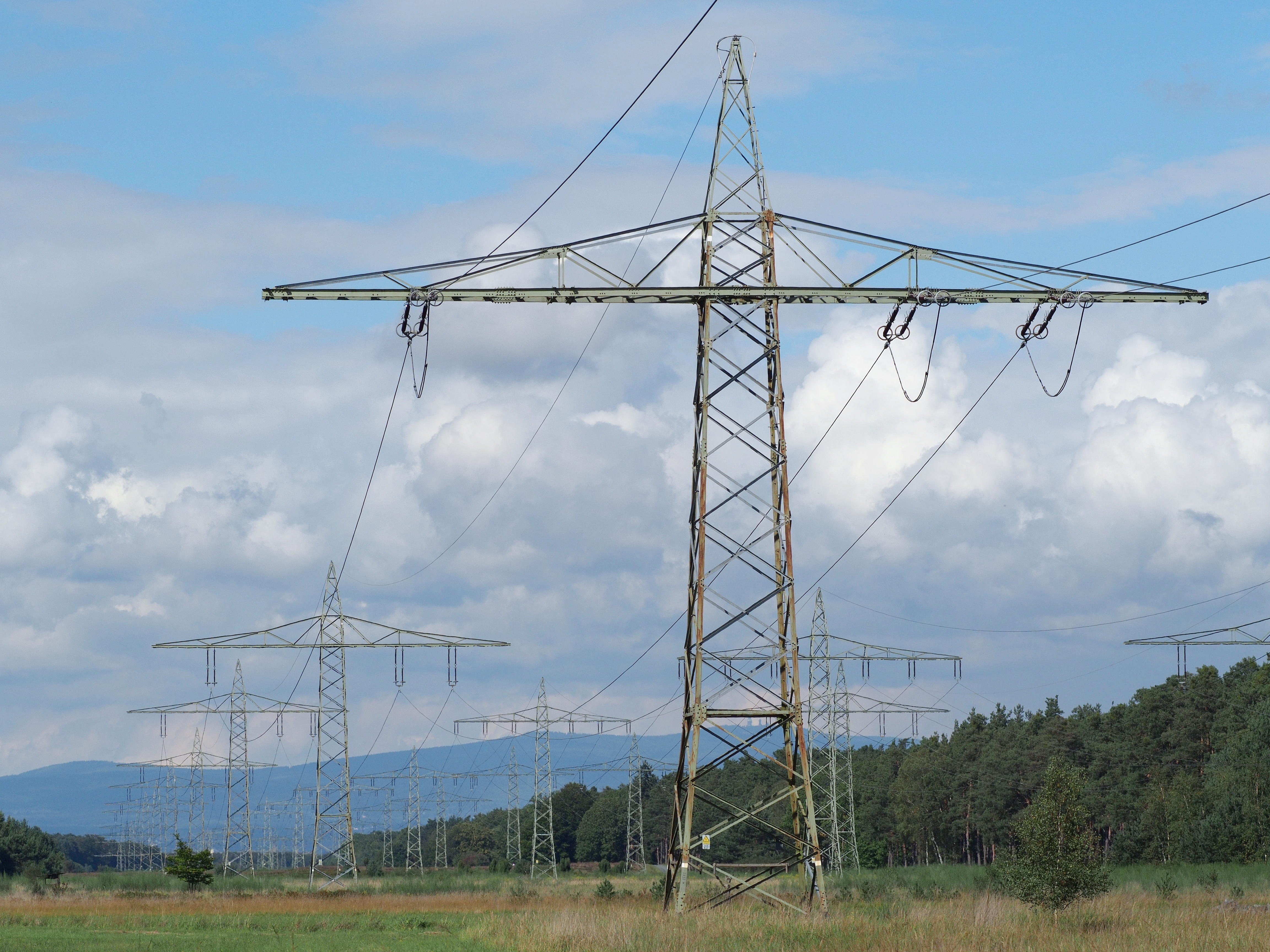
Eenvlaksmasten, zowel met 1 als met 2 circuits
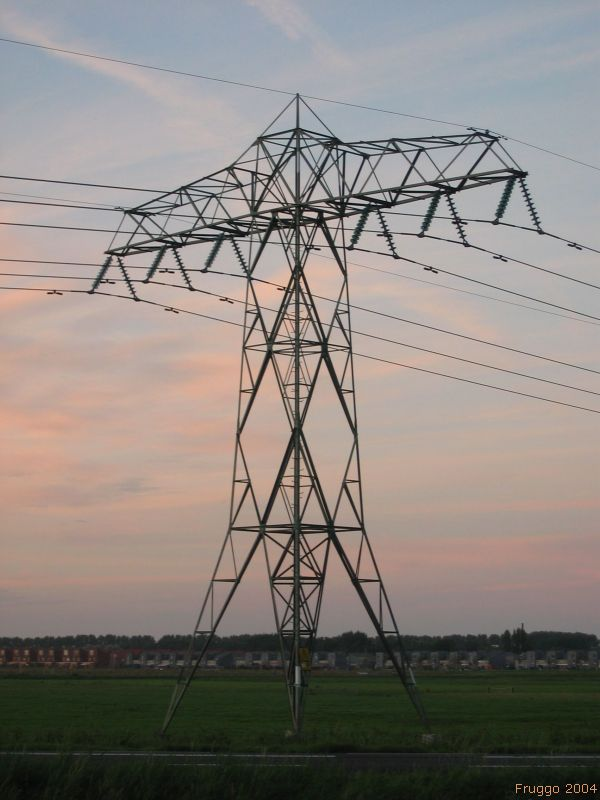
Eenvlaksmast bij Groningen
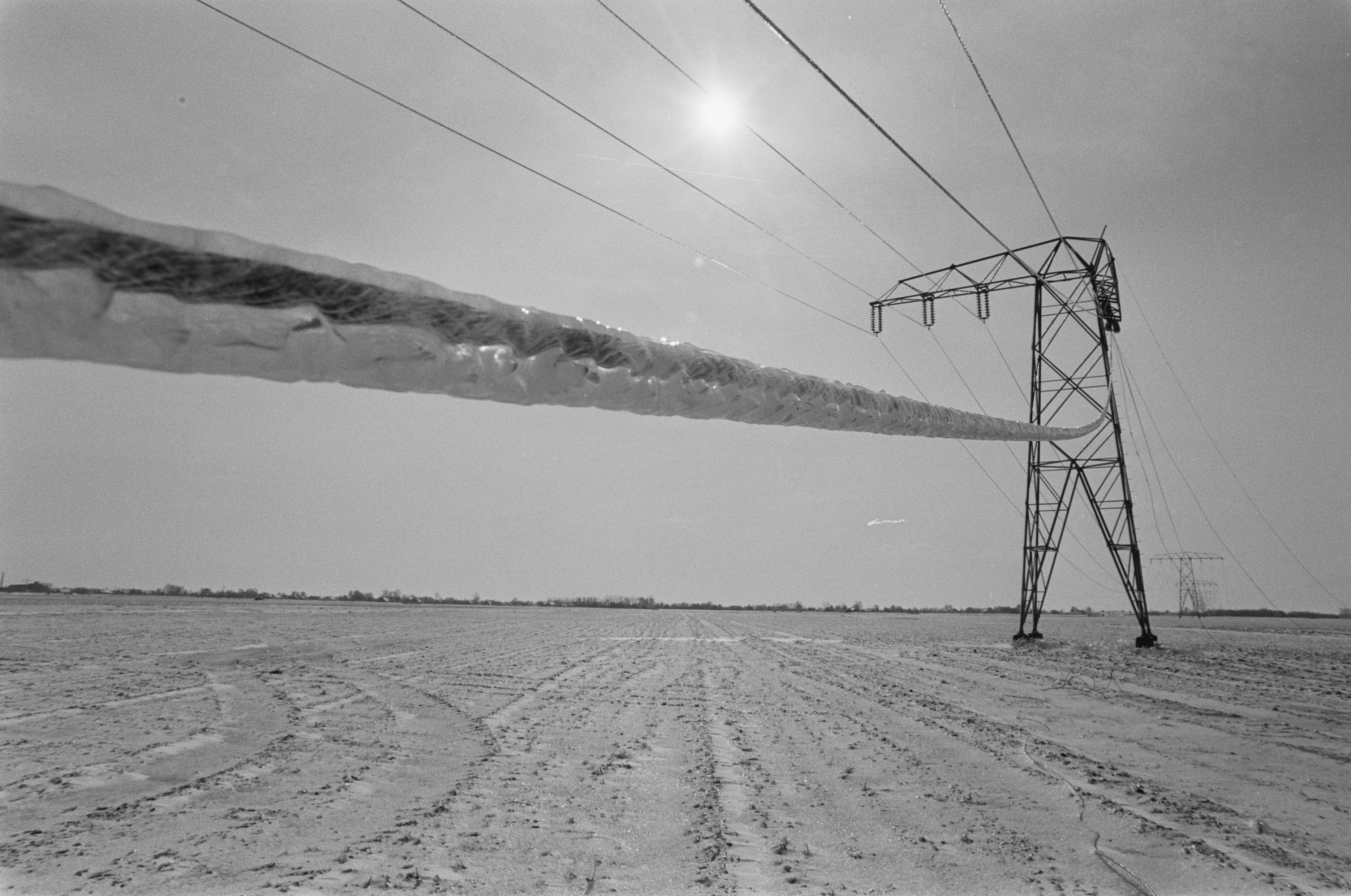
Onder zeer zware belasting door ijzel in 1987 is een van de armen geknakt.
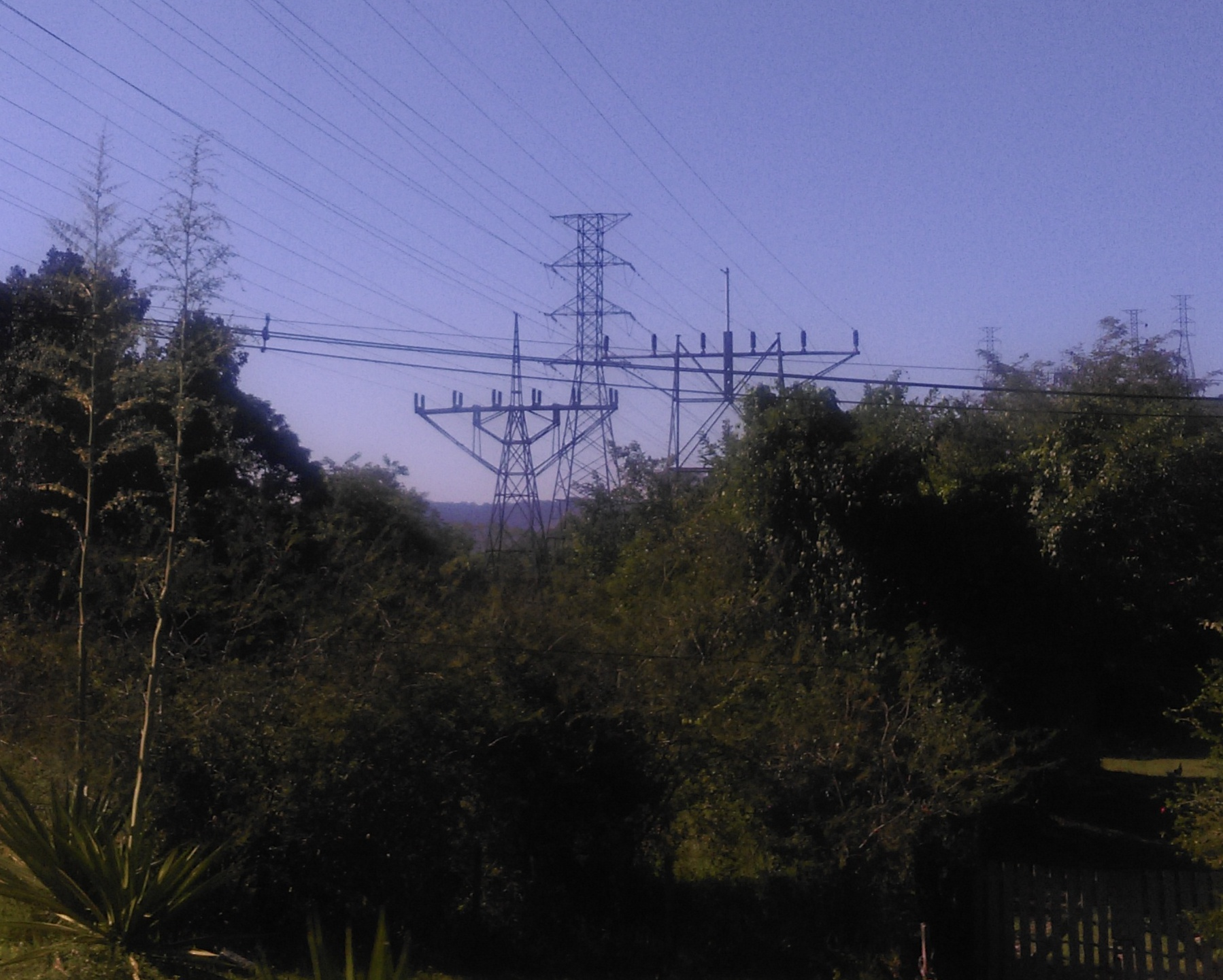
Omgekeerde eenvlaksmast bij Niterói in Brazilië.
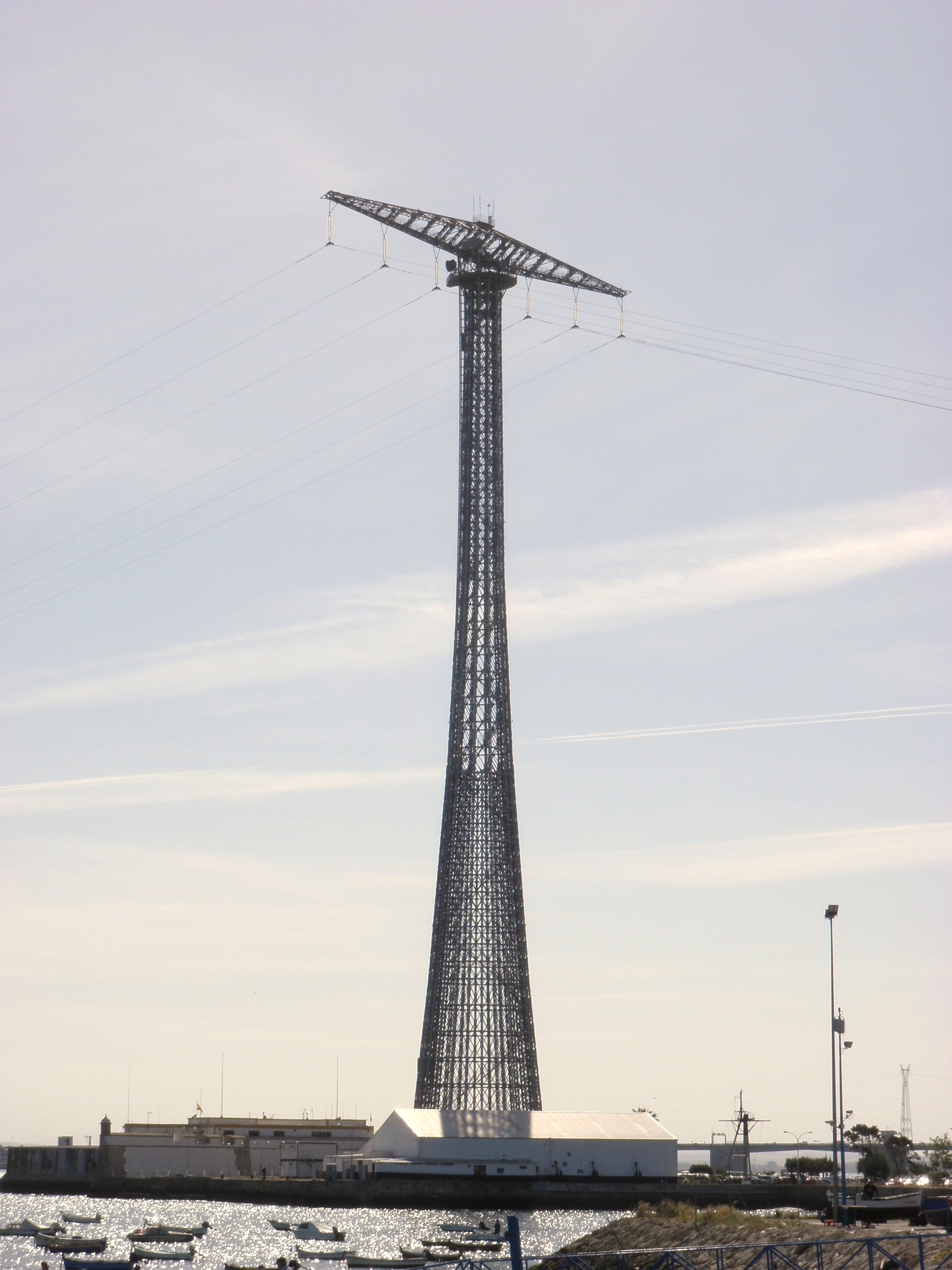
Een van de Pilones de Cádiz in Cádiz, Spanje
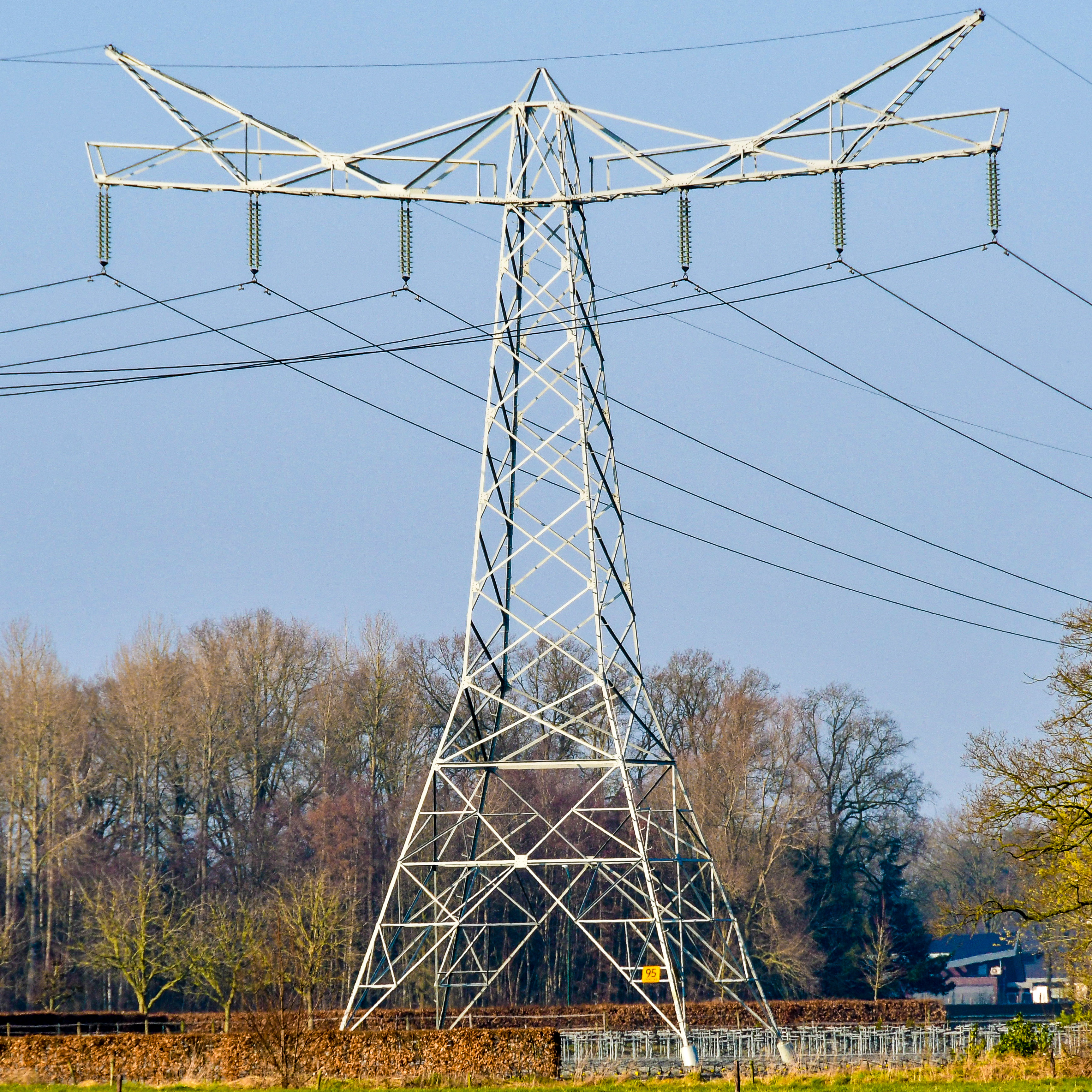
Nederlands ontwerp: de Maas-Waalmast